# Abranovce
Abranovce es un municipio del distrito de Prešov en la región de Prešov, Eslovaquia, con una población estimada a final del año 2017 de 688 habitantes. 
Se encuentra ubicado en el centro-sur de la región, en el valle del río Torysa (cuenca hidrográfica del río Tisza) y cerca de la frontera con la región de Košice.

## Demografía
| Año        | 1994 | 2004    | 2014     | 2024     |
| ---------- | ---- | ------- | -------- | -------- |
| Población  | 510  | 548     | 644      | 734      |
| Diferencia |      | +7,45 % | +17,51 % | +13,97 % |

| Año        | 2023 | 2024    |
| ---------- | ---- | ------- |
| Población  | 715  | 734     |
| Diferencia |      | +2,65 % |